# ژان-لوک بیدو
ژان-لوک بیدو (انگلیسی: Jean-Luc Bideau؛ زادهٔ ۱ اکتبر ۱۹۴۰) بازیگر اهل سوئیس است. وی از سال ۱۹۶۳ میلادی تاکنون مشغول فعالیت بوده‌است.
از فیلم‌ها یا برنامه‌های تلویزیونی که وی در آن نقش داشته است، می‌توان به یوناس که در سال ۲۰۰۰ بیست‌وپنج ساله خواهد بود، سمندر، شارل، زنده یا مرده، ویولن قرمز، جادوگر، آخرین تانگو در پاریس، آشانتی، حکومت نظامی، بازرس لاواردین، انتقام تفنگداران و لاسیدن اشاره کرد.